# Мантин
Ма́нтин — село в Україні, у Млинівській селищній громаді Дубенського району Рівненської області.
Село до 2016 року належало до Малодорогостаївської сільської ради. Від 2016 у   Млинівській селищній громаді.   Розташоване за 3.5 км від центру громади смт. Млинів, за 54 км від обласного центру м. Рівне та за 1 км від с. Малі Дорогостаї (сполучення між селами — ґрунтове).

## Географія
Село розташоване на правому березі річки Ікви.

## Населення

### Мова
Розподіл населення за рідною мовою за даними перепису 2001 року:
| Мова       | Кількість | Відсоток |
| ---------- | --------- | -------- |
| українська | 5         | 100%     |

## Історія
Вперше село «оть… Мантина» згадується в «Описі актової книги Київського центрального архіву» за 1570 рік. В 1577 р. згадується, як село що належало Муравиці Михайлівні Ходкевич.
Як важливий стратегічний пункт воно було позначене 1855 р. на військово-топографічній карті Волинської губернії. Згадує про Мантин і Н. Теодорович  у 1890 р. в «Історико — статистичному описі церков та приходів Волинської єпархії». Окрім назви Мантин, у давні часи поселення (хутір) йменувалося зрідка і як Мантинг.
У 1806—1832 р. поселення було власністю ксьондзів костелу кармелітів у Малодорогостаях, а в 1833 р. — власністю казни.
Як стверджують « Волинські єпархіальні відомості», 5 червня 1888 р. Мантин було приєднано до церковного приходу у Малих Дорогостаях.
На початку вважалося селом-чеською колонією Дубенського повіту Млинівської волості, нараховувало 11 домогосподарств і 59 жителів.
У 1906 році село Млинівської волості Дубенського повіту Волинської губернії. Відстань від повітового міста 18 верст, від волості 4. Дворів 4, мешканців 25.
7 (20) листопада 1917 року, відповідно до Третього Універсалу Української Центральної Ради, увійшло до складу Української Народної Республіки.
На сьогодні село стало хутором, дворів — 3, населення — 5 чоловік.
12 червня 2020 року, відповідно до розпорядження Кабінету Міністрів України № 722-р від «Про визначення адміністративних центрів та затвердження територій територіальних громад Рівненської області», увійшло до складу Млинівської селищної громади.
19 липня 2020 року, в результаті адміністративно-територіальної реформи та ліквідації Млинівського району, село увійшло до складу Дубенського району.